# Sophie Ferguson
Sophie Ferguson (ur. 19 marca 1986 w Sydney), australijska tenisistka o statusie profesjonalnym.
W 2005 roku doszła do drugiej rundy wielkoszlemowego Australian Open, przegrywając w niej z Nadią Pietrową 6:4, 0:6, 1:6. W roku 2010 zakwalifikowała się do głównego turnieju French Open, pokonując w kwalifikacjach takie zawodniczki jak: Olha Sawczuk, Łesia Curenko, Lourdes Domínguez Lino. Było to jej drugie co do znaczenia osiągnięcie w turniejach wielkoszlemowych od 2005 roku. W pierwszej rundzie turnieju głównego pokonała Petrę Kvitovą, a w drugiej uległa przyszłej zwyciężczyni tego turnieju, Francesce Schiavone.
W turniejach ITF wygrała trzy turnieje singlowe i sześć deblowych.
Zakończyła profesjonalną karierę w lutym 2012.

## Wygrane turnieje rangi ITF
| turnieje z pulą nagród 100 000 $ |
| turnieje z pulą nagród 75 000 $  |
| turnieje z pulą nagród 50 000 $  |
| turnieje z pulą nagród 25 000 $  |
| turnieje z pulą nagród 15 000 $  |
| turnieje z pulą nagród 10 000 $  |

### Gra pojedyncza
|    | Data       | Turniej  | Kat. | ($)    | Naw.     | Finalistka    | Wynik    |
| 1. | 05/08/2007 | Obihiro  | ITF  | 25 000 | dywanowa | Ayumi Morita  | 6:4, 6:3 |
| 2. | 16/09/2007 | Tokio    | ITF  | 50 000 | twarda   | Zhao Yijing   | 6:2, 6:4 |
| 3. | 16/08/2009 | Quanzhou | ITF  | 25 000 | twarda   | Chan Yung-jan | 6:3, 6:1 |